# Aasivissuit Tasiat

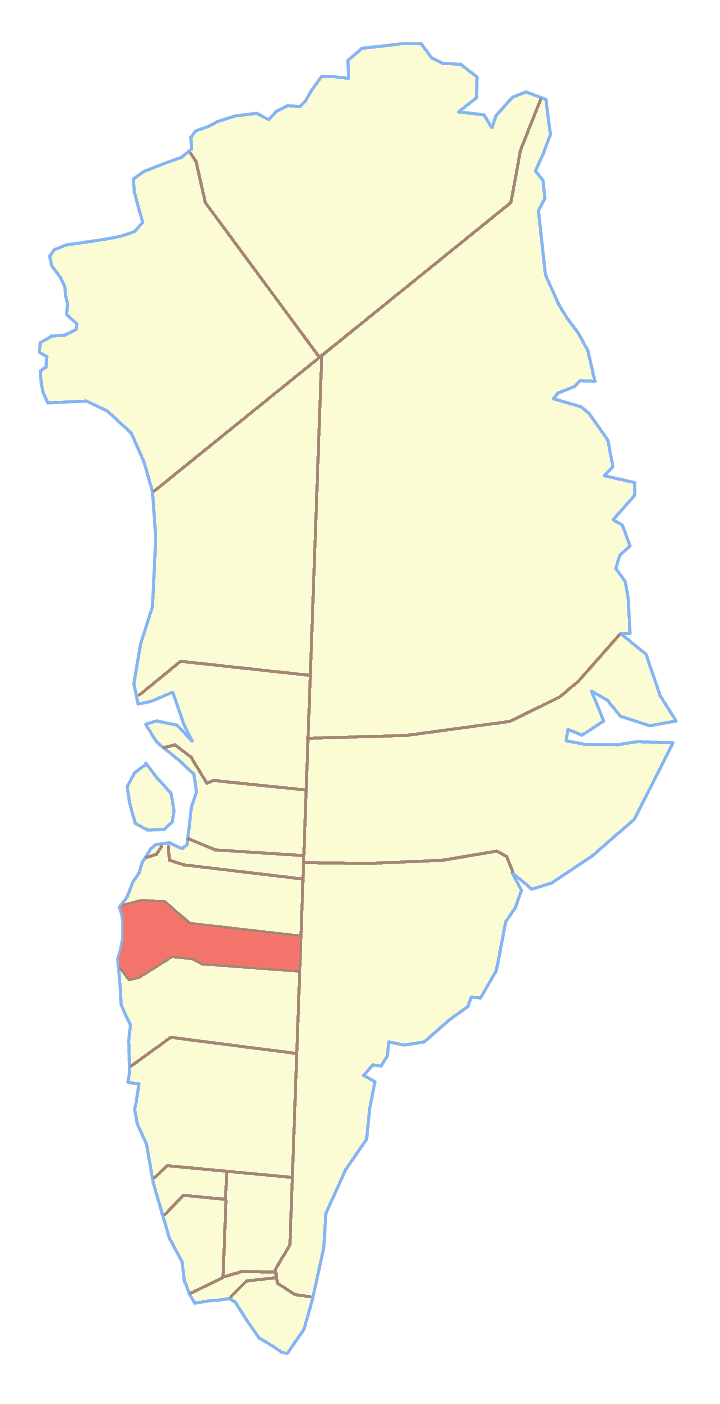
Ex comune di Sisimiut, dove si trovava l'Aasivissuit Tasiat

L'Aasivissuit Tasiat è un lago della Groenlandia. Si trova a ovest di Kangerlussuaq, a 67°04'N 51°13'O; appartiene al comune di Queqqata. 